# Нестор Солунский
Нестор Солунский (II век, Фессалоники (ныне Салоники, Греция) — около 306 года) — раннехристианский греческий святой и мученик, пострадавший во время правления римского императора Максимиана.
Святой Нестор жил в III веке и был набожным христианским юношей из Фессалоники в Македонии. Был учеником святого Димитрия Солунского, приходившим в тюрьму слушать его наставления.
Подобно ветхозаветному юноше Давиду, который с Божьей помощью победил филистимлянского великана Голиафа, Нестор во имя Христа победил по благословению святого Димитрия императорского борца Лия. По случаю императорского прибытия в Фессалоники проводились гладиаторские игры. Только состязаться на арене должны были не профессиональные силачи. На ринг, с которого живым уходил лишь победитель, выводили христиан-женщин, стариков, простых горожан-ремесленников. Некий германец Лий, любимый борец императора, одолевал всех и сбрасывал с помоста на острые копья. Нестор, видя, как Лий убивал христиан, решился вступить в борьбу с ним и пошёл к Димитрию в темницу просить его молитвы и благословения. Святый осенил его крестным знамением и сказал: «Лия победишь и сам постраждешь за Христа!». Укрепленный всемогущей силой Божией, юноша-христианин, к посрамлению язычников, победил Лия и сбросил его с помоста на копья. Взбешённый император, узнав, что Нестор — христианин и ученик святого Димитрия, повелел немедленно казнить святого, который был тотчас обезглавлен.
Память — 9 ноября (27 октября (старый стиль)).